# バフーサム
バフーサム（Bafoussam）は、カメルーンの都市。
カメルーン西部、バンブトス山地に位置し、西部州の州都である。
2012年の人口は30万1894人。

## 経済
バフーサムは周辺の交易の中心であり、周辺で生産されるコーヒー、茶、タバコの集散地である。
コーヒーの処理工場やブルワリーなど農作物の加工工業も立地している。

## 住民
また、バフーサムは商業民族としてカメルーン国内に商圏を広げるバミレケ人の中心都市でもあり、バミレケの王宮もある。
バフーサムはバレング、フサップ、バムーゴムの3つの首長領を中心に発展してきた。